# Paraliparis ulochir
Paraliparis ulochir är en fiskart som beskrevs av Gilbert, 1896. Paraliparis ulochir ingår i släktet Paraliparis och familjen Liparidae. Inga underarter finns listade i Catalogue of Life.